# Мессина, Фабиан
Фабиа́н Месси́на Лирья́но (исп. Fabian Messina Liriano; род. 16 сентября 2002, Штутгарт) — доминиканский футболист, полузащитник клуба «Франкфурт» и сборной Доминиканской Республики.

## Клубная карьера
Мессина — воспитанник клубов «МТВ Штутгарт», «Хегнах», «Вайблинген» и «Хоффенхайм». Летом 2021 года игрок подписал контракт с «Зонненхоф Гроссаспах». 15 августа в матче против дублёров «Хоффенхайма» он дебютировал в Региональной лиге Германии. Летом 2022 года Мессина перешёл во «Франкфурт». 14 августа в матче против «Хомбурга» он дебютировал за новую команду.

## Карьера в сборной
3 июня 2022 года в Лиге наций КОНКАКАФ против сборной Белиза Мессина дебютировал за сборную Доминиканской Республики. 
В 2024 году Мессина в составе олимпийской сборной Доминиканской Республики принял участие в Олимпийских играх в Париже. На турнире он сыграл в матче против команды Египта.